# Беличица
Беличица (мкд. Беличица) је насељено место у Северној Македонији, у северозападном делу државе. Беличица припада општини Маврово и Ростуша.

## Географски положај
Насеље Беличица је смештено у северозападном делу Северне Македоније. Од најближег већег града, Гостивара, насеље је удаљено 35 km западно.
Село Беличица се налази у горњем делу високопланинске области Река. Насеље је положено веома високо, на северним висовима планине Бистре. Северно од насеља тло се стрмо спушта у клисуру реке Радике. Надморска висина насеља је приближно 1.390 метара.
Клима у насељу је оштра планинска.

## Историја
До почетка 20. века Беличица је било цела албанска, али је већина мештана била православне вероисповести. Тада је половина православних мештана била верници Српске православне цркве.

## Становништво
По попису становништва из 2002. године Беличица је имала 4 становника.
Претежно становништво у насељу су етнички Македонци (100%). 
Већинска вероисповест у насељу је православље.